# Jules Pappaert
Jules Pappaert (Saint-Gilles, 1905. november 5. – 1945. december 30.), belga válogatott labdarúgó.
A belga válogatott tagjaként részt vett az 1934-es világbajnokságon.

## Sikerei, díjai
Union Saint-Gilloise
- Belga bajnok (3): 1932–33, 1933–34, 1934–35

## Külső hivatkozások
- Jules Pappaert – a FIFA adatbázisában